# 83 Рака
83 Ра́ка (лат. 83 Cancri) — звезда главной последовательности, которая находится в созвездии Рака. Звезда удалена от Земли на 40 парсек и имеет видимую звёздную величину +6,64m, то есть не может быть наблюдаема невооружённым глазом, но может быть различима в бинокль. Это жёлто-белая звезда спектрального класса F.

## Характеристики
Масса 83 Рака составляет около 1,25 массы Солнца, радиус больше солнечного в 1,3 раза. Светимость в 3 раза выше солнечной, температура поверхности составляет около 6675 ± 75 кельвинов. Звезда приближается к Солнечной системе с радиальной скоростью 12,7 км/с.